# Ibervillea guatemalensis
Ibervillea guatemalensis là một loài thực vật có hoa trong họ Cucurbitaceae. Loài này được (Standl. & Steyerm.) Kearns mô tả khoa học đầu tiên năm 1994.